# Вальдо де лос Риос
Освальдо Николас Ферраро Гутьеррес (исп. Osvaldo Nicolás Ferraro Gutierrez) (7 сентября 1934 года, Буэнос Айрес — 28 марта 1977 года, Мадрид), более известный как Вальдо де лос Риос (исп. Waldo de los Ríos) — выдающийся аргентинский композитор, дирижёр и аранжировщик.

## Биография
Освальдо Николас Феррара родился в Буэнос-Айресе в музыкальной семье; его отец был музыкантом, а мать Марта де лос Риос (урождённая Гутьеррес) — популярной певицей, исполнявшей аргентинские песни.
После окончания общеобразовательной школы он поступил в Национальную консерваторию, где изучал исполнительское искусство, композицию и аранжировку у известного композитора Альберто Хинастера и дирижёра Симфонического оркестра национального радио Теодоро Фукса. Уже в 14 лет юный Освальдо получил звание учителя музыки.
В начале 1950-х годов он начал публично выступать, аккомпанируя своей матери, взяв себе сценический псевдоним Вальдо де лос Риос. Иногда он был пианистом оркестрового ансамбля, сопровождающего выступления его матери.
Через некоторое время молодого композитора заметила звукозаписывающая студия «Columbia Argentina». Уже в 1955 году были выпущены его первые пластинки.
В 1958 году Вальдо уехал в США, откуда в 1962 году переехал в Испанию для записи совместного альбома с популярной в те годы певицей Лолитой Торрес.
Вдохновленный разнообразием жанров европейской музыки, Вальдо формирует в начале 1960-х музыкальную группу под названием «The Waldos», играющий совершенно новый вид музыки: аранжировки латиноамериканских народных песен в исполнении современных электромузыкальных инструментов.
Los Waldos играли народные песни на современных инструментах, таких как электрогитара, бас-гитара, барабаны, фортепиано и синтезаторы, иногда в сопровождении оркестра. Группа состояла из пяти участников: Вальдо де лос Риос (аранжировщик, фортепиано), Сесар Хентили (клавишные), Вилли Рубио (гитары), Роберто Стелья (ударные) и Альберто Карбия (бас-гитара). Группа выпустила несколько удачных пластинок, но в конце 1960-х Вальдо решил продолжить сольную карьеру, и коллектив распался.
Де лос Риос начинает работать в кино и создаёт саундтреки к фильмам. Его музыка, звучащая в фильме 1967 года «Дикая пампа» («Savage Pampas»; 1967), удостоилась престижной награды от Аргентинской академии кинематографических искусств и наук. Позже музыкант создал замечательные звуковые дорожки к нескольким художественным кинолентам и телесериалам (см. фильмография).
В США он достиг 67 места в чартах Billboard, выпущенных United Artists Records.
В 1970 году Вальдо де лос Риос ворвался в чарты всех европейских стран и Америки с художественной обработкой «Оды к радости» Людвига ван Бетховена.
37-летний композитор становится одним из самых известных исполнителей в стиле «поп-классика». Творчество Вальдо де лос Риоса до сих пор помнят именно за его способность преобразовывать европейские классические произведения в популярные хиты с «космическим» звучанием.
В 1971 году Вальдо де лос Риос занимался аранжировкой песни для Карины (исп. Karina), певицы, представлявшей Испанию на конкурсе «Евровидение-1971».
На этом песенном конкурсе музыкант сам дирижировал оркестром. Песня под названием «En un mundo nuevo» («В новом мире») заняла престижное II место и попала в хит-парады многих европейских стран.
Де лос Риос много и плодотворно сотрудничал со многими испаноязычными артистами и музыкальными группами. В конце 1960-х и середине 1970-х он делал аранжировки песен для Рафаэля, Мари Трини (исп. Mari Trini), Альберто Кортеса (исп. Alberto Cortez), Факундо Кабраля, Тони Ланда (исп. Tony Landa), Жанетт Димеч, Мигеля Риоса, Los Pekenikes, Марии Остис (исп. Maria Ostiz), Паломы Сан Басилио, «Los Payos» и др.
Де лос Риос воодушевленно работал с произведениями Моцарта. Его пластинка «Моцарт семидесятых годов» представляет собой переработку известных произведений Моцарта в современном стиле с большой партией ударных. Несколько композиций из этой пластинки были использованы в качестве тематических мелодий для программ BBC той эпохи.
В связи с этим иногда случались даже анекдотические ситуации. Например, творческая переработка лос Риоса моцартовской «Маленькой ночной серенады» (нем. «Eine kleine Nachtmusik»), используемая на протяжении многих лет в качестве заставки для радио-викторины в Великобритании, неоднократно была предметом критики классических меломанов. Ведущий шоу даже назвал аранжировку «Моцарт плюс кощунство».
Музыкант выпустил альбом «Симфонии 70-х годов» (исп. «Sinfonías de los setenta»), куда были включены «Симфония № 40» Моцарта и произведения других крупных композиторов (Шуберта, Дворжака, Чайковского, Брамса, Мендельсона) в его обработке. В 1974 году в альбоме «Sinfonias 2» лос Риос продолжает успешно создавать «легкие» версии произведений классиков. Все его записи были выпущены под лейблом HispaVox.

## Кончина
Вальдо де лос Риос, страдавший от острой депрессии во время работы над пьесой «Дон Хуан Тенорио», покончил жизнь самоубийством в Мадриде в 1977 году.

## Личная жизнь
Вальдо де лос Риос был женат на актрисе, впоследствии ставшей журналисткой и писательницей Исабель Писано (род. в Монтевидео, 1944). Позже Пизано задокументировала часть жизни своего мужа в своей автобиографии El Amado Fantasma (Plaza y Janés, 2002).

## Дискография
- «Los Waldos», 1965 (с «Los Waldos»)
- «Waldo de los Rios en Europa», 1965 (с «Los Waldos»)
- «España Electrodinámica Vol. 1», 1966
- «Folklore Dinámico», 1966 (с «Los Waldos»)
- «España en 3era Dimensión» 1967
- «Suite SudAmericana — Argentina•Paraguay•Peru•Uruguay» 1968
- «Waldo en la TVE», 1968
- «El Sonido Mágico Vol. 1», 1969
- «El Sonido Mágico Vol. 2», 1970
- «Sinfonías», 1970
- «Mozartmania», 1971
- «Symphonies for the Seventies», 1971
- «Operas», 1973
- «Navidad Con Waldo de Los Rios» 1973
- «Sinfonías 2», 1974
- «Oberturas», 1974
- «Concierto Para La Guitarra Criolla», с Эрнесто Битетти, 1974
- «Conciertos», 1976
- «Corales», 1977 (Пост-релиз)

## Фильмография
Музыка Вальдо де лос Риоса звучит в следующих фильмах:
- «Дом, который кричит» (исп. «La residencia»; 1969) с Лилли Палмер в главной роли;
- «Убийство на улице Морг» ("Murders in the Rue Morgue; 1971) с Кристиной Кауфман и Лилли Палмер
- «Город, названный Адом» (англ. «A Town Called Hell»; 1971) с Телли Саваласом;
- «Река головореза» («Bad Man’s River»; 1972) с Джиной Лоллобриджидой и Джеймсом Мэнсоном
- «Несчастливое танго» («Boquitas Pintadas»; 1974) с Альфредо Альконом и Мартой Гонсалес в главных ролях

## В популярной культуре
- Версия Неоконченной симфонии № 8 Шуберта де Лос Риоса широко использовалась в сериале «Смурфики» в качестве фоновой музыки для Гаргамеля, главного злодея сериала.
- 10 марта 2010 года на The Rush Limbaugh Show прозвучало оптимизированное для AM радио микширование версии Симфонии № 40 соль минор де лос Риоса. Популярность песни и диска поднялась с 136 705 до 1 места в рейтинге Amazon.com[6].